# Vindobona
Vindobona è l'antico nome latino dell'attuale città di Vienna, capitale austriaca, e dell'antica fortezza legionaria posizionata lungo il fiume Danubio, di fronte alle tribù germaniche di Marcomanni e Naristi. Divenne un importante centro commerciale, trovandosi in prossimità della frontiera germanica e lungo la via dell'Ambra. Fu, inoltre, uno dei principali centri militari e civili (canabae) dell'intera provincia romana della Pannonia superiore.

## Storia

### Dai Flavi a Traiano
Fu sede di un importante forte ausiliario, installato in questa località dai tempi di Domiziano (89 circa) in seguito alla crisi scoppiata lungo la frontiera settentrionale con le vicine tribù suebe di Marcomanni e Quadi a cui poco dopo si aggiunsero anche quelle sarmatiche degli Iazigi (89-97). La fortezza legionaria potrebbe essere sorta in concomitanza con la terza ed ultima fase delle guerre suebo-sarmatiche (95-97) quando le operazioni militari furono affidate al futuro imperatore, Traiano, i cui successi determinarono non solo l'acclamazione ad Imperator, ma l'attribuzione allo stesso ed a Nerva del titolo onorifico di Germanicus e l'adozione al trono.
In seguito a questi successi venne posizionata a Vindobona la Legio XIII Gemina che qui rimase fino al 101, quando partì per la conquista della Dacia, dove poi rimase fino all'abbandono della provincia avvenuta sotto Aureliano. Fu rimpiazzata dalla Legio XIV Gemina che qui rimase fino al 118/119, quando fu trasferita nella vicina Carnuntum, in sostituzione della legio XV Apollinaris partita per la Cappadocia. La legione che fu inviata a sostituire la XIV a Vindobona, e che qui rimase fino al crollo del limes danubiano nel V secolo, fu la Legio X Gemina.

### Da Antonino Pio alle guerre marcomanniche

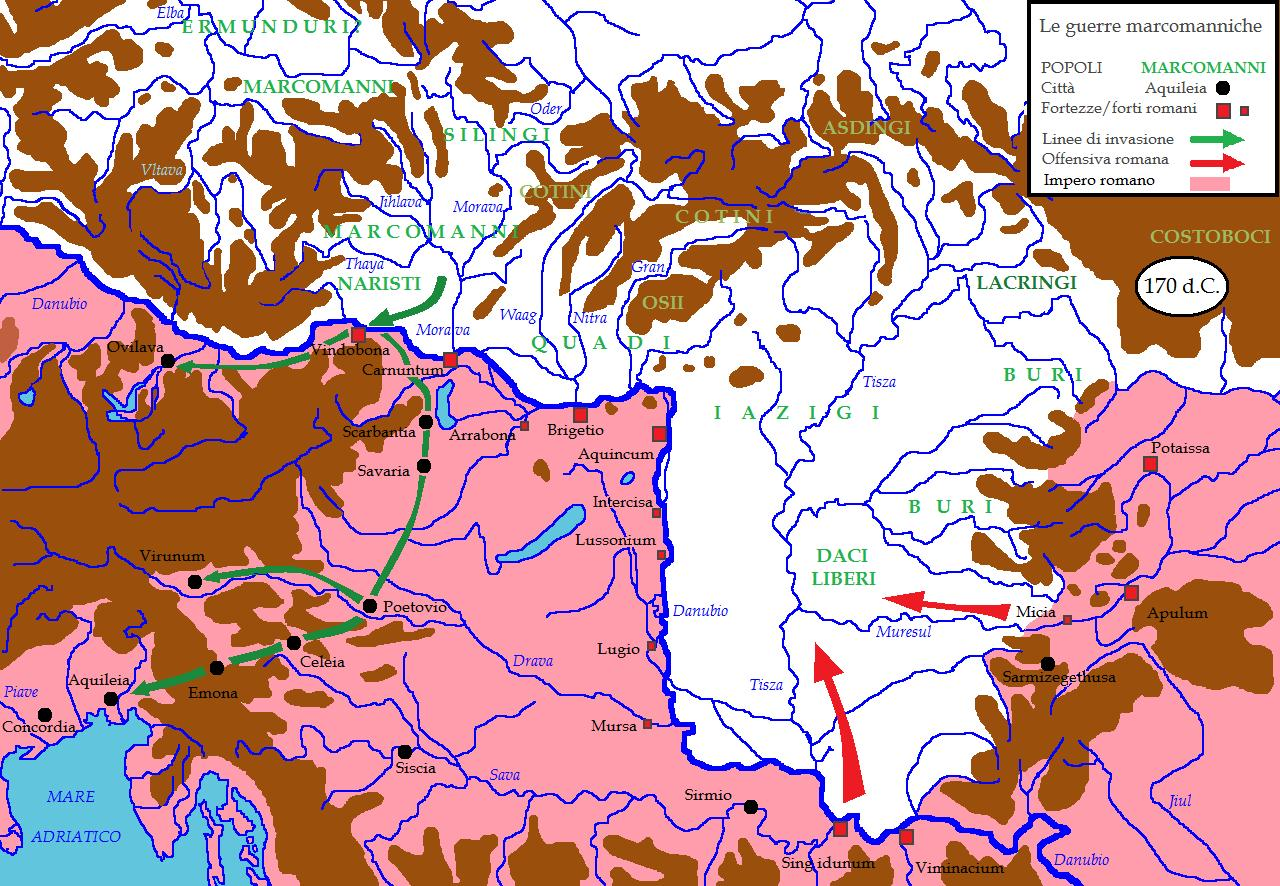
Nel 170 i Marcomanni sfondarono il limes danubiano proprio in prossimità di Vindobona o Carnuntum (linea verde), riuscendo a penetrare fino in Italia ad Aquileia (vedi guerre marcomanniche).

Contro Marcomanni, Naristi e Quadi dovette combattere per oltre un quindicennio durante il periodo delle guerre marcomanniche sotto gli imperatori Marco Aurelio ed il figlio Commodo. Nei suoi pressi sarebbe avvenuta una battaglia nel 170, quando le orde barbariche sfondarono il fronte danubiano spingendosi fino in Italia, assediando la stessa Aquileia e distruggendo Oderzo. Nello scontro si racconta che furono sconfitti 20.000 armati romani. Lungo questo tratto di fronte, Marco Aurelio combatté una lunga ed estenuante guerra, prima "ripulendo" i territori della Gallia cisalpina, Norico e Rezia (170-171), poi contrattaccando con una massiccia offensiva in territorio germanico, che richiese diversi anni di continui scontri fino al 175 (prima expeditio germanica). Aurelio Vittore racconta, infine, che lo stesso Marco Aurelio sarebbe morto proprio a Vindobona (sul fronte marcomannico, durante la secunda expeditio germanica), il 17 marzo del 180, contrariamente a quanto narra invece Tertulliano (contemporaneo agli avvenimenti), che pone il luogo di morte nei pressi di Sirmium (sul fronte sarmata).

### La crisi del III secolo

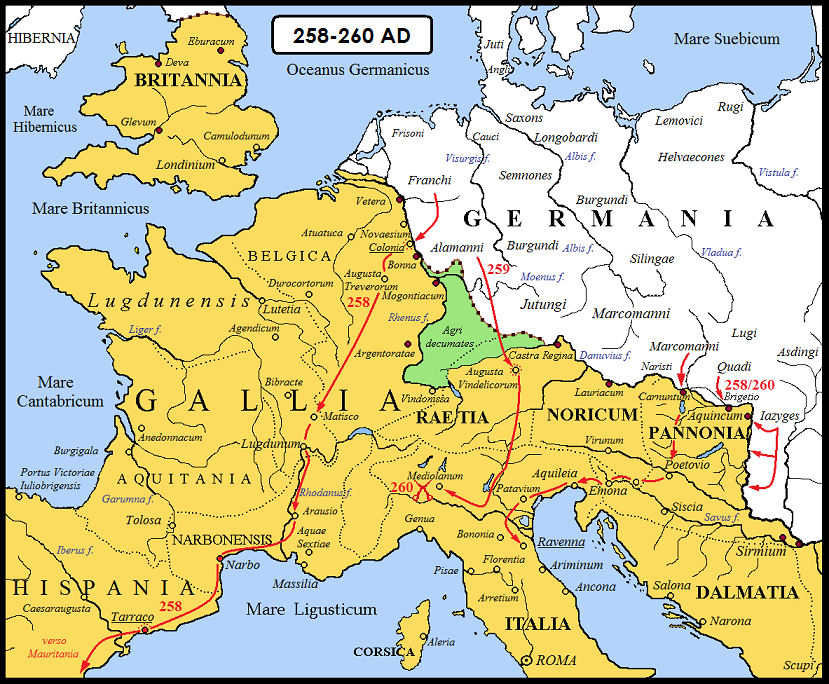
Invasioni in Occidente di Franchi, Alemanni, Marcomanni, Quadi, Iazigi e Roxolani degli anni 258-260.

Pare che l'imperatore Eliogabalo stesse preparando una spedizione militare contro i Marcomanni (di fronte a Vindobona e Carnuntum), poiché un oracolo gli aveva riferito che questa guerra sarebbe stata portata a termine da un membro della sua dinastia: questa notizia sembra suggerire la presenza di nuove infiltrazioni barbariche lungo i confini della Pannonia superiore e una conseguente controffensiva romana. Vindobona anche in seguito subì numerosi attacchi durante l'intero III secolo ad opera di Marcomanni, Naristi e Quadi, a cui si aggiunsero anche Vandali e Iutungi.
Sembra, infatti, che nuove incursioni dei Marcomanni colpirono il limes pannonico negli anni 258-260, provocando un nuovo spopolamento delle campagne dell'intera provincia e la penetrazione fino a Ravenna prima di essere fermata, proprio mentre l'imperatore Valeriano era impegnato sul fronte orientale contro i Sasanidi di Sapore I. Il figlio Gallieno fu così costretto a concedere ad alcune tribù di Marcomanni di insediarsi nella Pannonia romana a sud del Danubio, probabilmente per ripopolare le campagne devastate dalle invasioni dei decenni precedenti, e - cosa curiosa - contrasse un matrimonio secondario con la figlia di un loro principe.

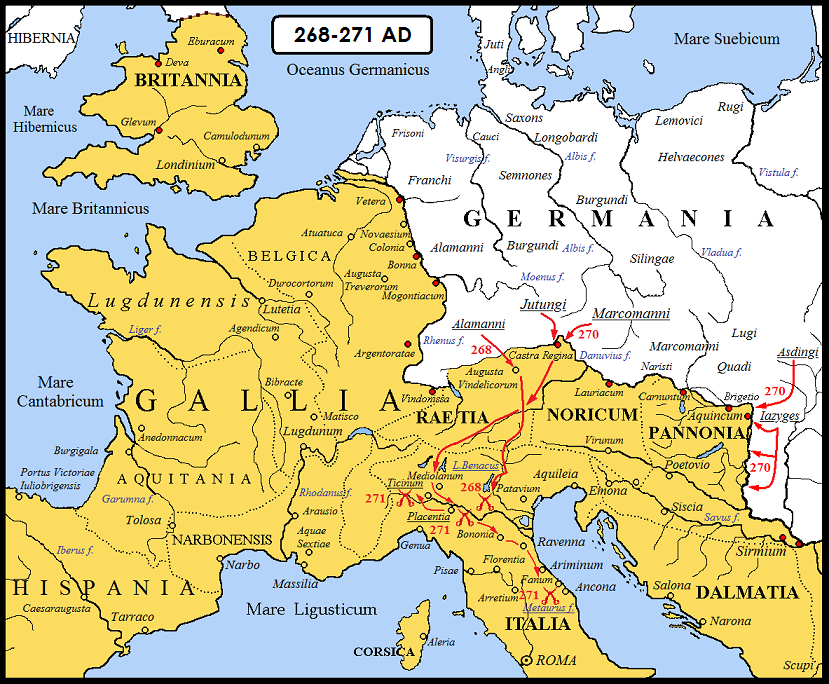
L'invasione della parte occidentale dell'impero romano degli anni 268-271, da parte di Alemanni, Marcomanni, Iutungi, Iazigi e Vandali Asdingi.

Un decennio più tardi, negli anni 270 e 271 il fronte danubiano nei pressi di Vindobona vide nuove incursioni da parte di Alemanni, Marcomanni, Iutungi, Iazigi e Vandali Asdingi. Nel primo anno di guerra furono gli Iutungi ad invadere sia la Rezia sia il Norico. L'anno successivo un'importante invasione congiunta di Alemanni, Marcomanni e forse ancora di alcune bande di Iutungi. Aureliano, anche questa seconda volta, fu costretto ad accorrere in Italia, ora che questi popoli avevano già forzato i passi alpini. Raggiunta la Pianura padana a marce forzate percorrendo la via Postumia, fu inizialmente sconfitto dalla coalizione dei barbari presso Piacenza, a causa di un'imboscata, ma nel prosieguo della campagna riuscì a battere i barbari una prima volta lungo la via Flaminia sulle sponde del fiume Metauro, e poi una seconda volta, in modo risolutivo, sulla strada del ritorno nei pressi di Pavia. In seguito a quest'ultima invasione, si provvedette (fu forse al tempo di Diocleziano) a sbarrare la strada a possibili e future invasioni, fortificando il corridoio che dalla Pannonia e dalla Dalmazia immette in Italia attraverso le Alpi Giulie: il cosiddetto Claustra Alpium Iuliarum.

### Dalla riforma tetrarchica alla caduta dell'Impero romano d'Occidente
Fu più volte attaccata nel IV-V secolo ad opera di Vandali, Unni e Marcomanni. Nella primavera del 357 la consueta coalizione di genti tra Marcomanni, Quadi e Iazigi, tornò ad agitarsi sul Danubio, invadendo e saccheggiando i territori compresi tra la Rezia e le due Pannonie. Le razzie furono arginate da Costanzo II, che operò sia militarmente sia diplomaticamente, anche assegnando nuove aree d'insediamento ad alcune tribù della coalizione.
Attorno al 400 secondo la Notitia Dignitatum era ancora posizionata a Vindobona la legio X Gemina, anche se pochi anni più tardi (tra il 402 ed il 408) orde barbariche di Goti la saccheggiarono (forse solo le canabae e l'abitato civile), come ci tramanda il Codice Teodosiano.

## Archeologia del sito
Recentemente, presso il centro storico cittadino, sono stati trovati molti resti antichi della città romana, attualmente esposti al Römermuseum.

## Galleria d'immagini

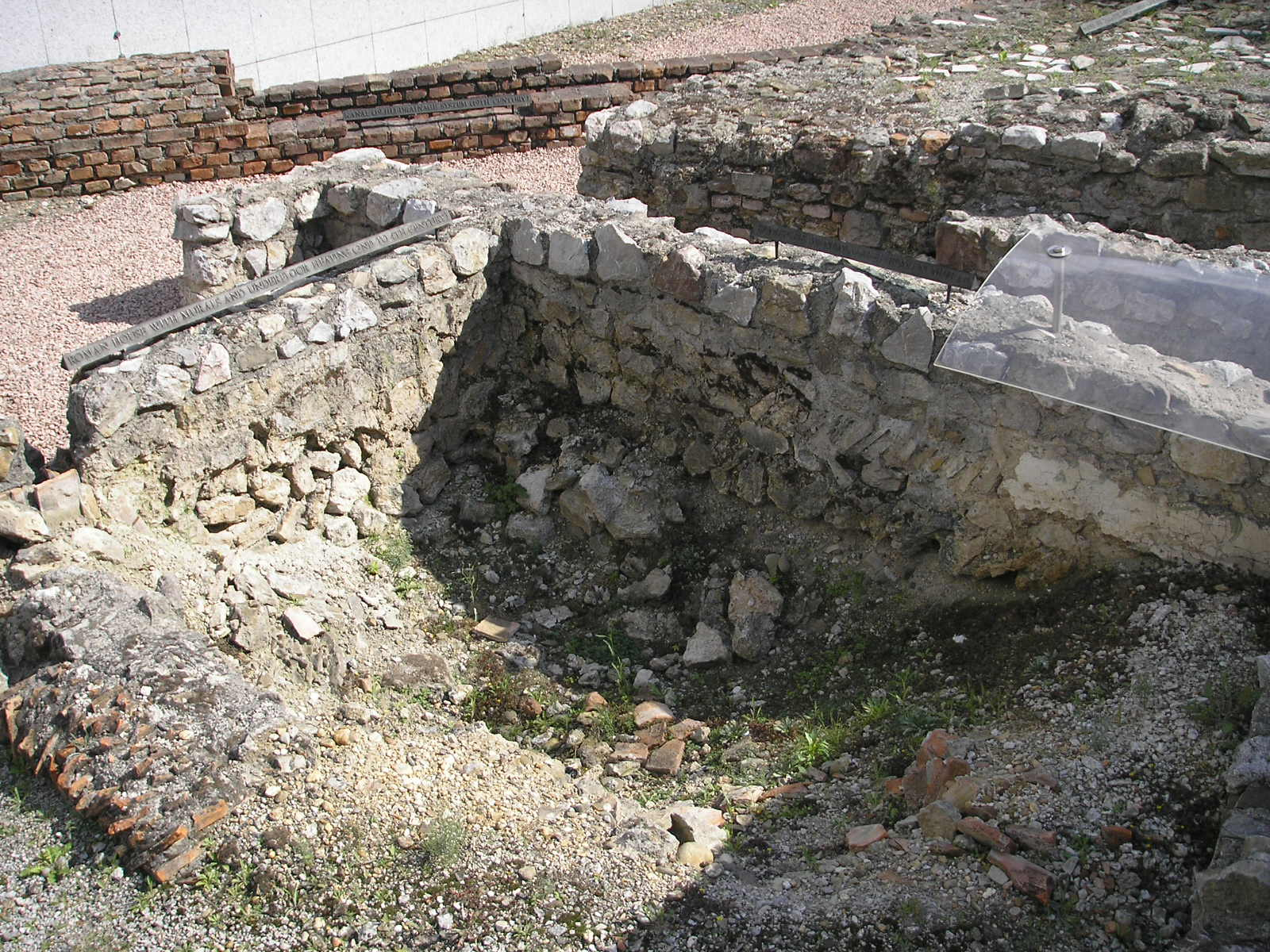
Rovine nella piazza Michael
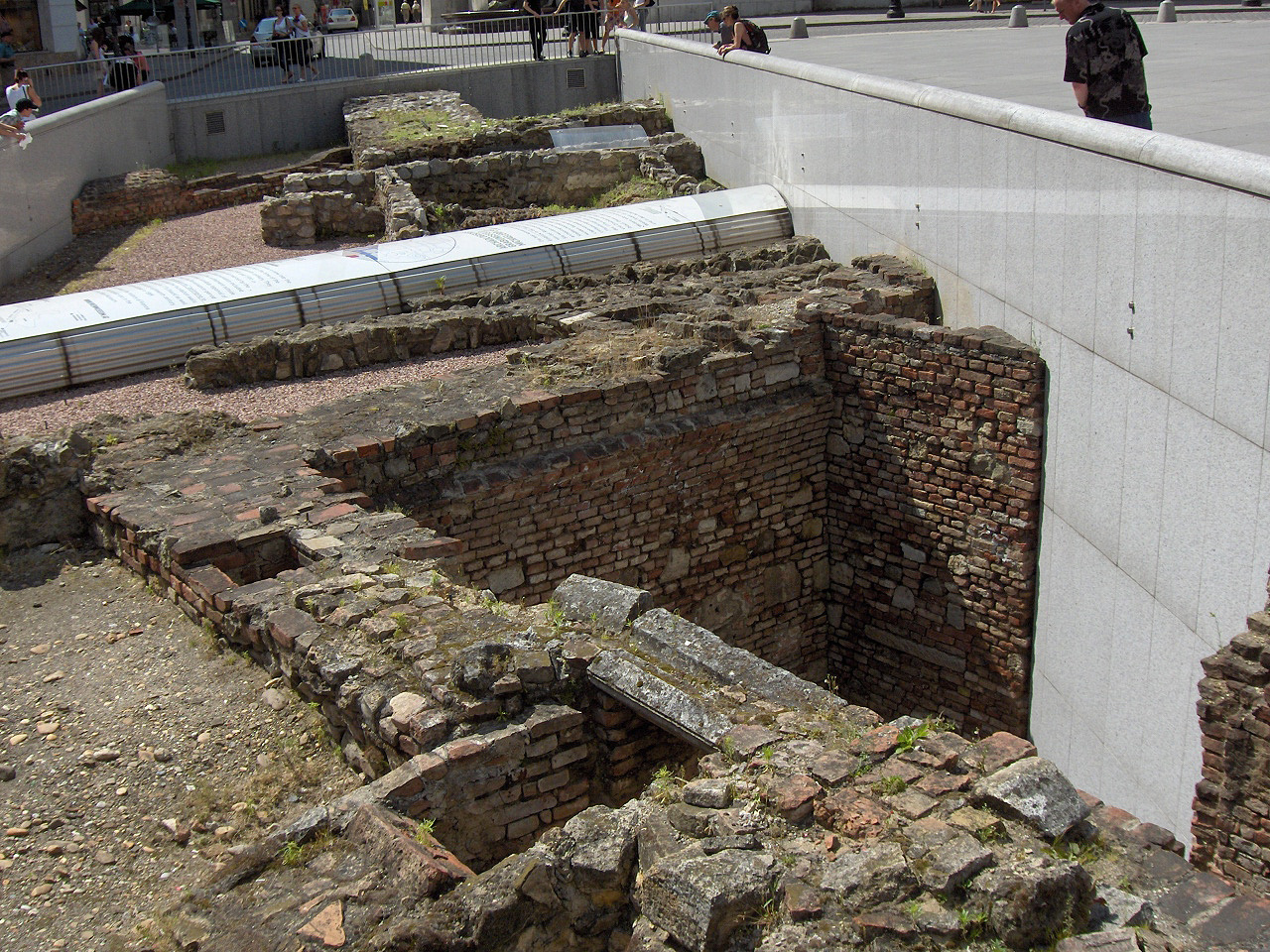
Rovine a Vienna in zona Hofburg
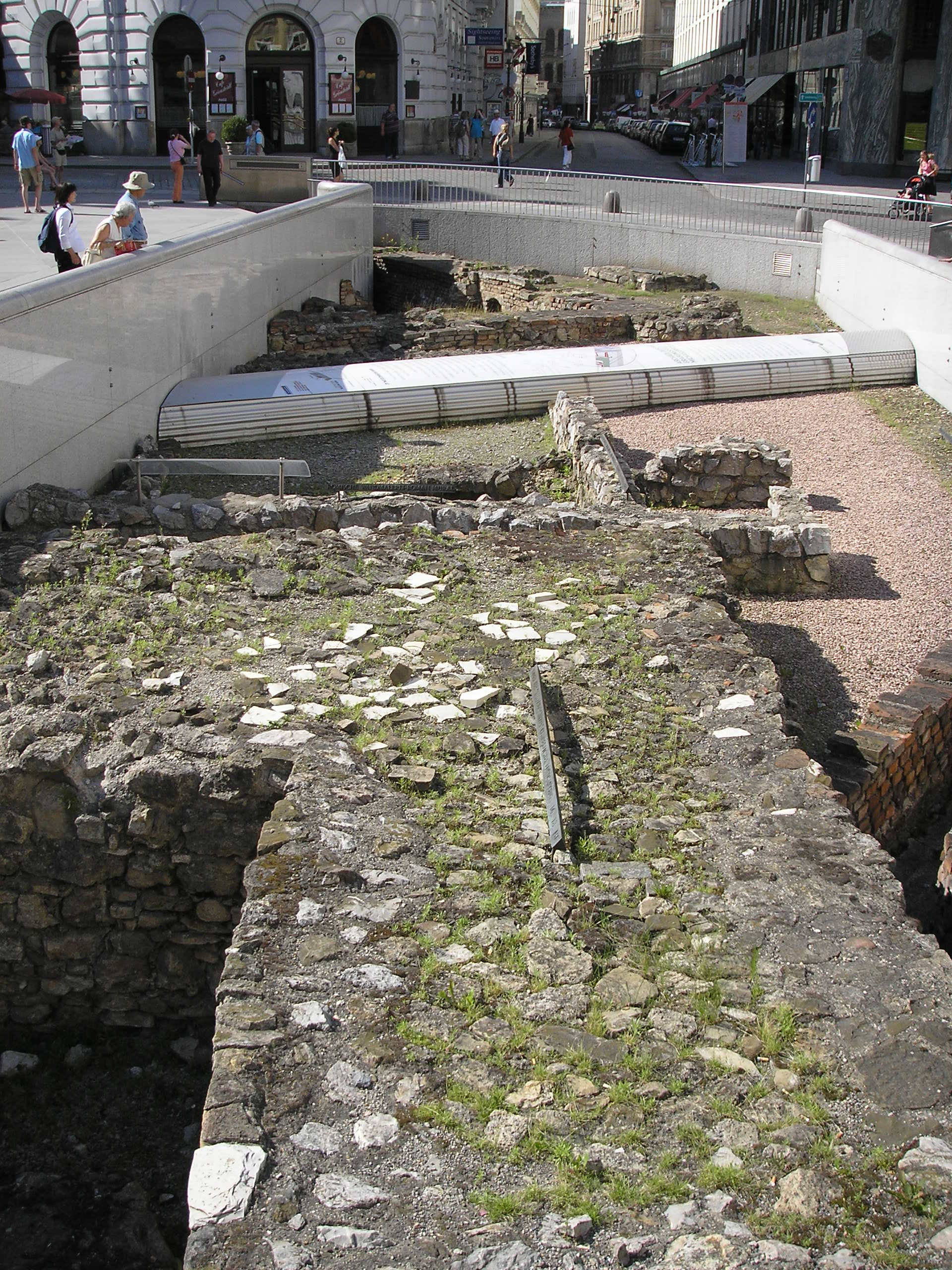
Vienna, resti dell'antico castrum romano
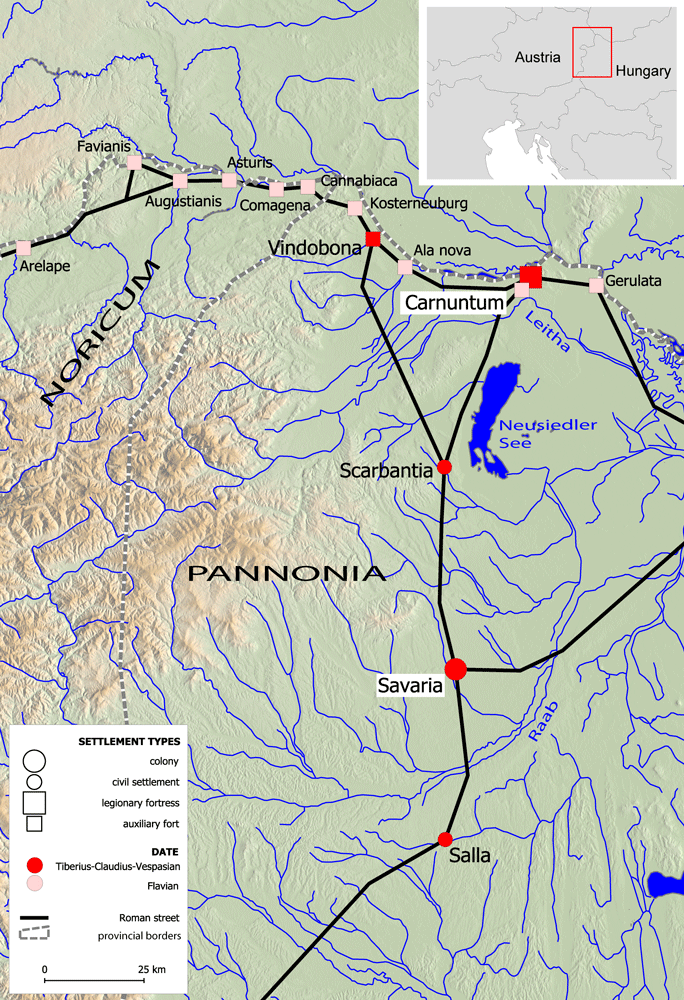
Tratto di limes danubiano tra Vindobona e Carnuntum e la via dell'Ambra